# Justicia caracasana
Justicia caracasana là một loài thực vật có hoa trong họ Ô rô. Loài này được Jacq. mô tả khoa học đầu tiên năm 1791.